# Leonard B. Jordan

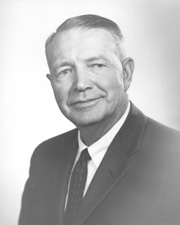
Leonard B. Jordan

Leonard Beck „Len“ Jordan (* 15. Mai 1899 in Mount Pleasant, Sanpete County, Utah; † 30. Juni 1983 in Boise, Idaho) war ein US-amerikanischer Politiker und von 1951 bis 1955 Gouverneur des Bundesstaates Idaho. Zwischen 1962 und 1973 vertrat er seinen Staat im US-Senat.

## Frühe Jahre und politischer Aufstieg
Leonard Jordan besuchte die öffentlichen Schulen in Enterprise in Oregon. Während des Ersten Weltkriegs war er Oberleutnant der US-Armee. Nach dem Krieg setzte er seine Ausbildung mit einem Studium an der University of Oregon bis 1923 fort. Danach war er unter anderem als Rancher in Wallowa tätig. Seit 1941 war Jordan in Idaho ansässig. Er wurde Mitglied der Republikanischen Partei und gehörte von 1947 bis 1949 der Legislative von Idaho an. Im Jahr 1950 wurde Leonard Jordan zum neuen Gouverneur seines Staates gewählt.

## Gouverneur von Idaho
Jordan trat sein neues Amt am 1. Januar 1951 an. In seiner vierjährigen Amtszeit wurde das Bildungswesen reformiert und besser finanziert sowie ein langfristiges Programm zum Ausbau der Autobahnen aufgelegt. Glücksspielautomaten wurden in Idaho verboten. Einige Institutionen der Verwaltung wurden zusammengelegt. Nach dem Ende seiner Gouverneurszeit am 3. Januar 1955 wurde Jordan von Präsident Dwight D. Eisenhower zum Vorsitzenden der International Joint Commission ernannt, die sich aus Mitgliedern aus Kanada und den Vereinigten Staaten zusammensetzte. Dabei ging es besonders um den Ausbau des Sankt-Lorenz-Seeweges. Dieses Amt bekleidete Jordan bis 1957. Allerdings nahm er 1956 einen längeren Urlaub, während dessen er für eine Firma die Wasserreserven in Afghanistan erforschte.

## US-Senator
Nach dem Tod des US-Senators Henry Dworshak wurde Leonard Jordan am 6. August 1962 zu dessen Nachfolger ernannt und am 6. November in einer offiziellen Nachwahl bestätigt. Nach einer regulären Wahl im Jahr 1966 konnte Jordan sein Mandat im Kongress bis zum 2. Januar 1973 ausüben. Nachdem er 1972 nicht mehr kandidiert hatte, ging sein Sitz an James A. McClure.
Nach dem Ende seiner Zeit im Senat zog sich Jordan aus der Politik zurück. Er starb im Jahr 1983. Mit seiner Frau Grace Edgington hatte Gouverneur Jordan drei Kinder.